# Lödning

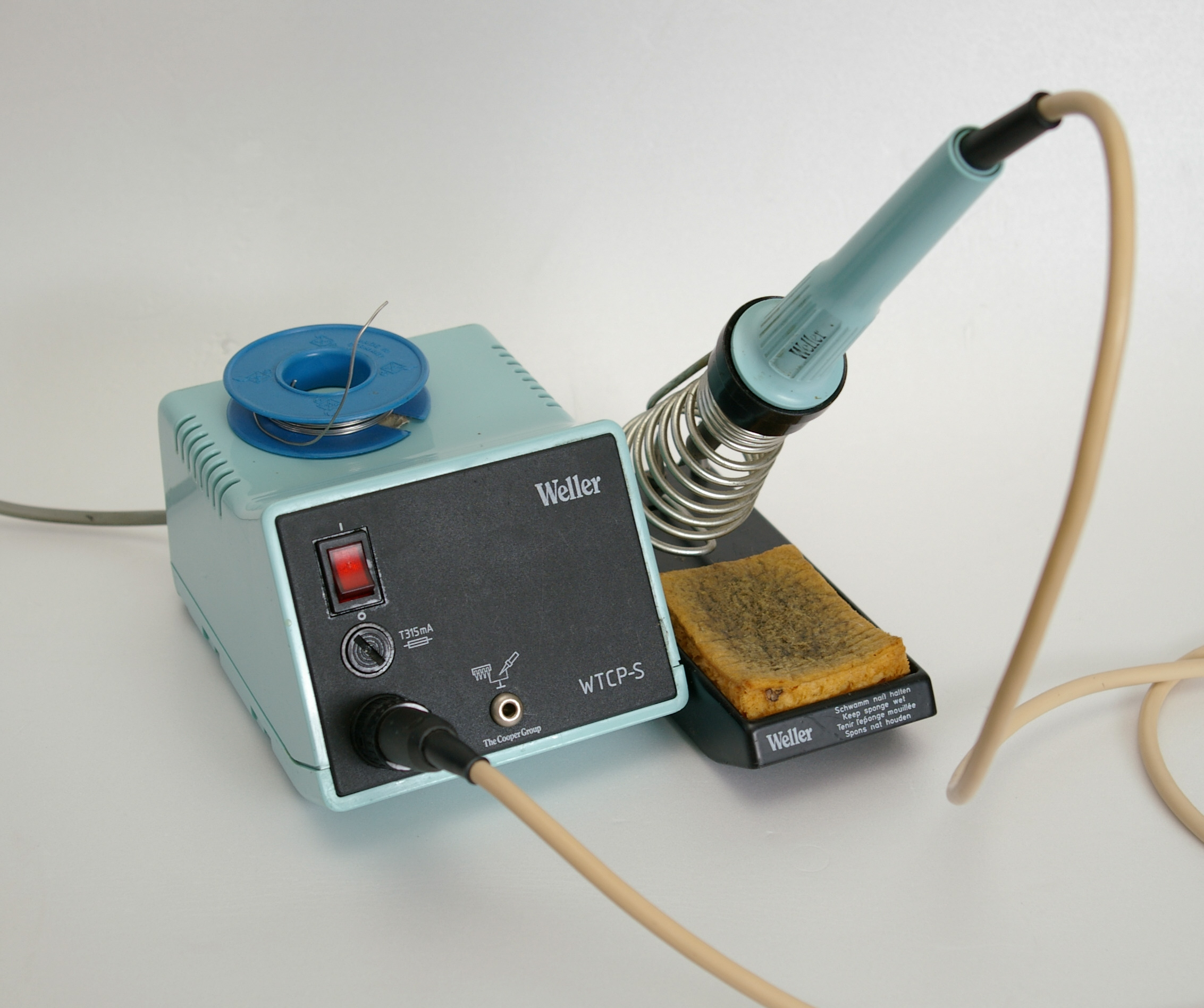
Station för mjuklödning av elektronik
I kolven sitter ett magnetelement, som utnyttjar Curieeffekten för styrning av temperaturen, som kan hållas inom snäva gränser med kolven såväl i vila, som under arbete.

Lödning är en sammanfogning (av metallföremål) som sker genom uppvärmning av de delar som ska sammanfogas och smältning av en tillsatsmetall, så kallat lod eller slaglod. För att förhindra oxidering samt öka lodets flytbarhet och förmåga att väta fogen används fluss.

## Mjuklödning

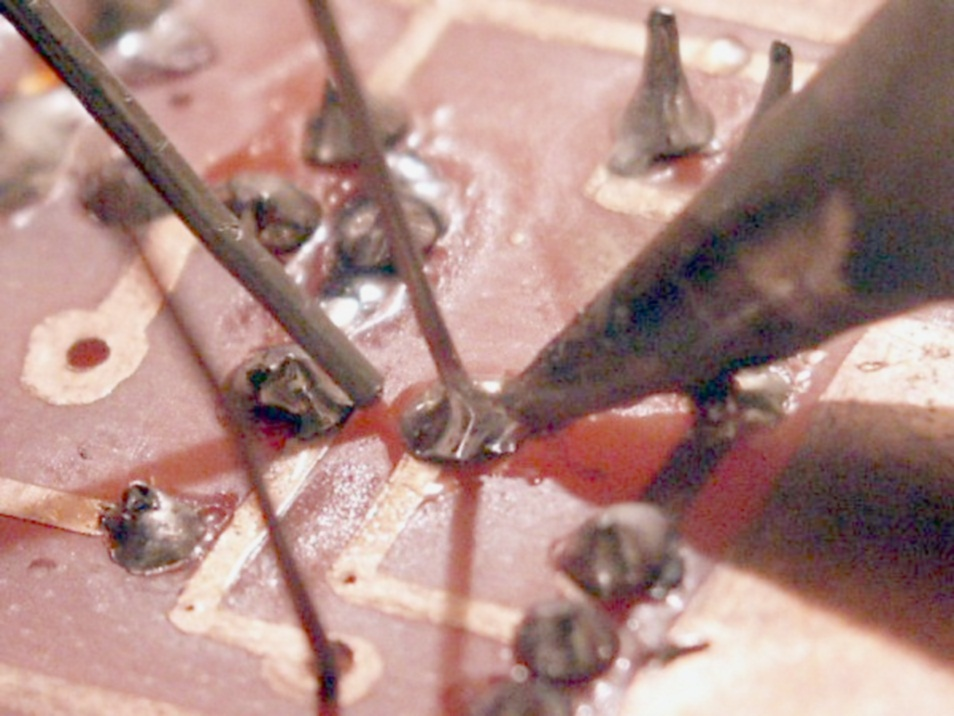
Lödning av elektronik på kretskort.

Vid mjuklödning ligger lodets temperatur under en obestämd gräns omkring 450 °C. Den viktiga gruppen tenn/bly-lod med smältintervall på ungefär 150–250 °C hör hit. (Rent tenn har smältpunkten 232 °C och rent bly 320 °C.)

## Legeringar för mjuklod
När utseendet är av betydelse utgörs lodet ofta av en huvudmetall som överensstämmer med de metaller som ska sammanfogas. Lodet måste dock ha lägre smälttemperatur än de metaller som möts i fogen. Detta uppnås genom att lodet legeras, i huvudsak med metaller som har lägre smälttemperatur än lodets huvudmetall.
- Det vanligaste lödtennet har proportionen 60 % tenn och 40 % bly, så kallat 60/40-tenn eller radio-lödtenn. Smältintervallet är 183–188 °C. Smältintervall innebär att smältan inte stelnar direkt när temperaturen sjunker utan har en degig konsistens innan den är helt fast.
- Legeringen 55/45 med något högre smältpunkt förekommer också.[källa behövs]
- För kritiska lödningar ska förhållandet tenn/bly vara precis 63/37, så kallat eutektiskt tenn. Denna sammansättning ger den lägsta smälttemperaturen som är möjlig med systemet tenn/bly, 183 °C. Med denna sammansättning har också smältintervallet krympt till noll; smältan går vid avsvalnandet direkt från flytande till fast form, utan något degigt mellanläge.[källa behövs]
- För lödning av blymanteln vid skarvning av telefonkablar används kabellödtenn med sammansättningen 37 % tenn och 63 % bly. Observera att detta inte är den eutektiska sammansättningen, utan för kabellödtenn är metallernas proportioner omkastade! Vid blylödning används ren stearin som flussmedel.
- Vid allmänt plåtslageriarbete används bastlerlot med tenn/bly-sammansättningen 50/50 (av ekonomiska skäl: bly kostar mindre än tenn och förbrukningen är stor). Smältintervallet ligger kring 212 °C. (Tyska Bastler betyder ungefär "hemmafixare", "person som pysslar / knåpar / mekar".)
- För reparation av plåtskador på bilar används så kallat karosseritenn med sammansättningen bly 71,5 %, tenn 27 % och antimon 1,5 %. (Ren antimon smälter vid 631 °C.) Antimontillsatsen bidrar till att lodet blir hårt. En liknande sammansättning används även som typmetall vid tryckning med blytyper, en numera föråldrad metod.

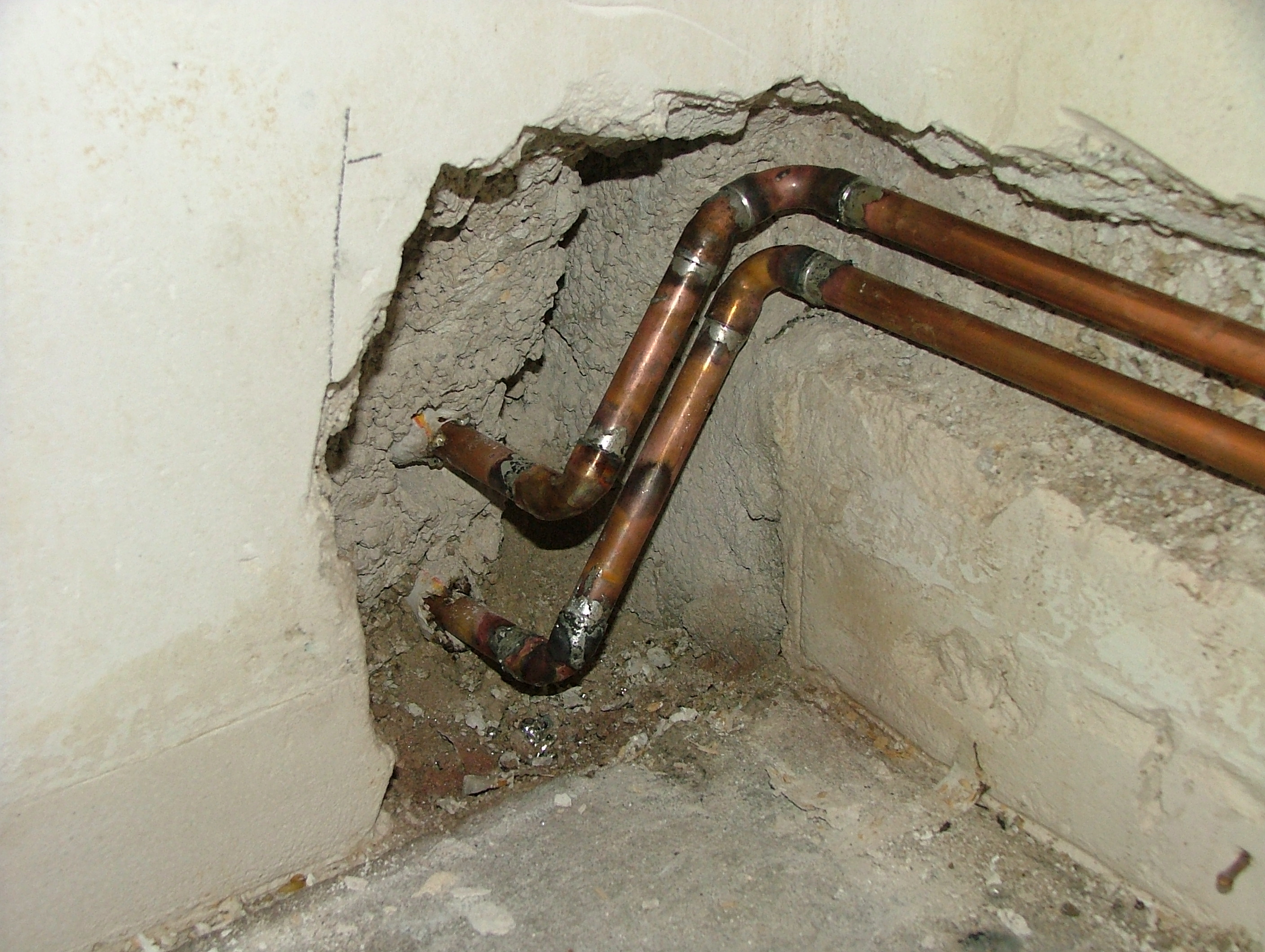
Kopparrör som har sammanfogats genom lödning med "rörmokartenn".

- För kapillärlödning av kopparrör i VVS-anläggningar används ett silverhaltigt lod med 97 % tenn och 3 % silver, "rörmokartenn". Denna legering ger särskilt god flytbarhet i de smala spalter som förekommer vid detta slags rörskarvning. En annan egenskap är att det utan att nämnvärt förlora i hållfasthet motstår de temperaturer (något över 100 °C) som kan förekomma vid varmvatteninstallationer. Avsaknaden av bly gör att detta slags tenn kan användas även där det kan komma i kontakt med mat och dryck. Ett annat VVS-lod är tenn/koppar 97/3, vilket kan användas upp till 110 °C.[källa behövs]
- De vanliga tenn/bly-loden löser koppar vid normal mjuklödningstemperatur, trots att smälttemperaturen för ren koppar är så hög som 1084 °C. Detta innebär att lödkolvspetsar av koppar efter hand blir gropiga ("äts upp"). Detta motverkas av lod som redan innehåller koppar (så kallad "moteld"), till exempel med sammansättningen tenn 50 %, bly 48,5 %, koppar 1,5 %; smältintervall 183–215 °C (så kallad Savbit, ett handelsnamn).[källa behövs]

En utförligare tabell över smältpunkter för olika tenn/bly-sammansättningar finns i artikeln om legering.
- Typ HMP (av engelska High Melting Point) används i högtemperaturmiljö, exempelvis:
  - Tenn 5 %, bly 92 %, silver 3 % (296–305 °C)
  - Tenn 8 %, bly 92 % (280–305 °C)

- Typ LMP (av engelska Low Melting Point) används när temperaturen måste hållas låg, exempelvis vid lödning av tennföremål. Då kan en legering tenn/vismut 43/57 användas där smältpunkten 138 °C ligger betryggande under det rena tennets 232 °C. (Ren vismut smälter vid 271 °C.) Att löda tennföremål med normal-lod typ 60/40 kräver stor vana; tennföremålet som ska lödas smälter lätt om temperaturen blir bara aningen för hög, och en tilltänkt reparation kan resultera i destruktion.

Med tenn/bly/kadmium kan man få ett eutektiskt LMP-lod med smältpunkt 145 °C med sammansättningen tenn 50 %, bly 32 %, kadmium 18 %), men då måste man ta i beaktande att kadmium är hälsofarligt och även annars betänkligt ur miljösynpunkt. Detta lod får absolut inte användas där det kan komma i kontakt med dricksvatten eller matvaror.

### Mjuklödning av aluminium[1]
Aluminium var länge ett problem vid mjuklödning. Det man först använde var en aluminium/zink-legering, men den krävde ett mycket aggressivt fluss. Dessutom hade det dålig korrosionshållfasthet. Senare kom man fram till den legering som kallas Alu-Sol® 40D med sammansättningen 80,1 % bly, 18 % tenn och 1,9 % silver. Denna legering har smältintervallet 178–270 °C. Detta lod har dessutom den goda egenskapen att det går bra att använda det till de flesta metaller, inklusive mässing och så kallat rostfritt stål (ska egentligen kallas rosttrögt stål, eftersom det inte är fullständigt korrosionshållfast i vissa miljöer). Däremot går Alu-Sol inte att använda för lödning av krom och titan. Reservation måste också göras för lödning av aluminiumlegeringar innehållande >3 % magnesium, där Alu-Sol fungerar dåligt.
Eftersom Alu-Sol går så bra ihop med många metaller är en intressant tillämpning att först plätera en yta på ett aluminiumföremål. Sedan går det bra att löda med konventionellt lödtenn ovanpå det pläterade.

### Praktiska anvisningar
Vid lödning är det viktigt att:
- Temperaturen är så hög att man ligger över smältintervallets övre gräns, annars får man inte ordentlig vätning. Samtidigt får temperaturen inte vara så hög, eller vara så länge, att värmekänsliga delar tar skada.
- Fogen måste hållas stilla ända till dess att temperaturen sjunkit under smältintervallets nedre gräns, annars går hållfastheten ner katastrofalt, och skulle det gälla en elektrisk förbindning kan det bli oacceptabelt högt övergångsmotstånd. I lågnivåkretsar kan en dålig lödning även ge upphov till brus och knaster. Det kan också bli svårfunna intermittenta funktionsfel på grund av att temperaturberoende dimensionsändringar ger upphov till glappkontakt.
- För elektriska förbindningar av främst koppartrådar får endast flussmedel utan korrosionsegenskaper användas, främst harts, eventuellt löst i alkohol. Vid lödning på järn ger emellertid harts inte bra resultat. Förr användes ofta salmiak (ammoniumklorid, som luktar illa och vars ångor inte är särskilt nyttiga att inandas). Ett annat medel är så kallat lödvatten. Den traditionella framställningen sker genom att man löser upp zinkbitar med saltsyra. Resultatet är inget annat än en zinkkloridlösning. Om man inte tillför tillräckligt mycket zink blir det oförbrukad saltsyra kvar, vilket ger korrosion på området kring lödstället, och lödvatten används därför inte vid elektriska lödningar.
- Efter avslutad lödning ska alla flussrester avlägsnas med lämpliga lösningsmedel. För harts passar T-sprit.
- På senare tid har det kommit vattenlösliga fluss som är godkända för maskinlödning av kretskort. Där sker tvätten naturligtvis med vanligt vatten.

## Hårdlödning

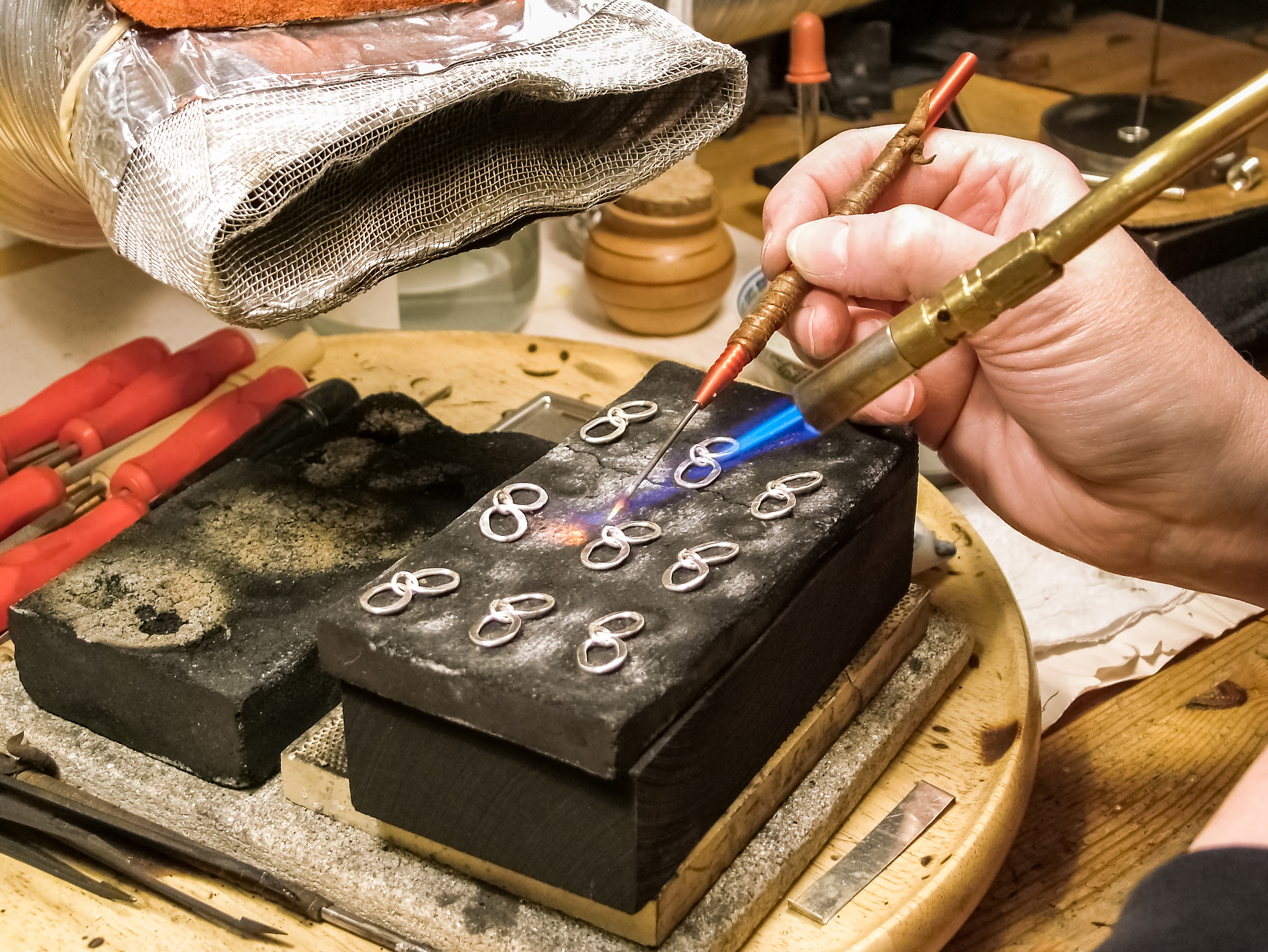
Silverlänkar hårdlöds med flussmedel och små paljor av lod.

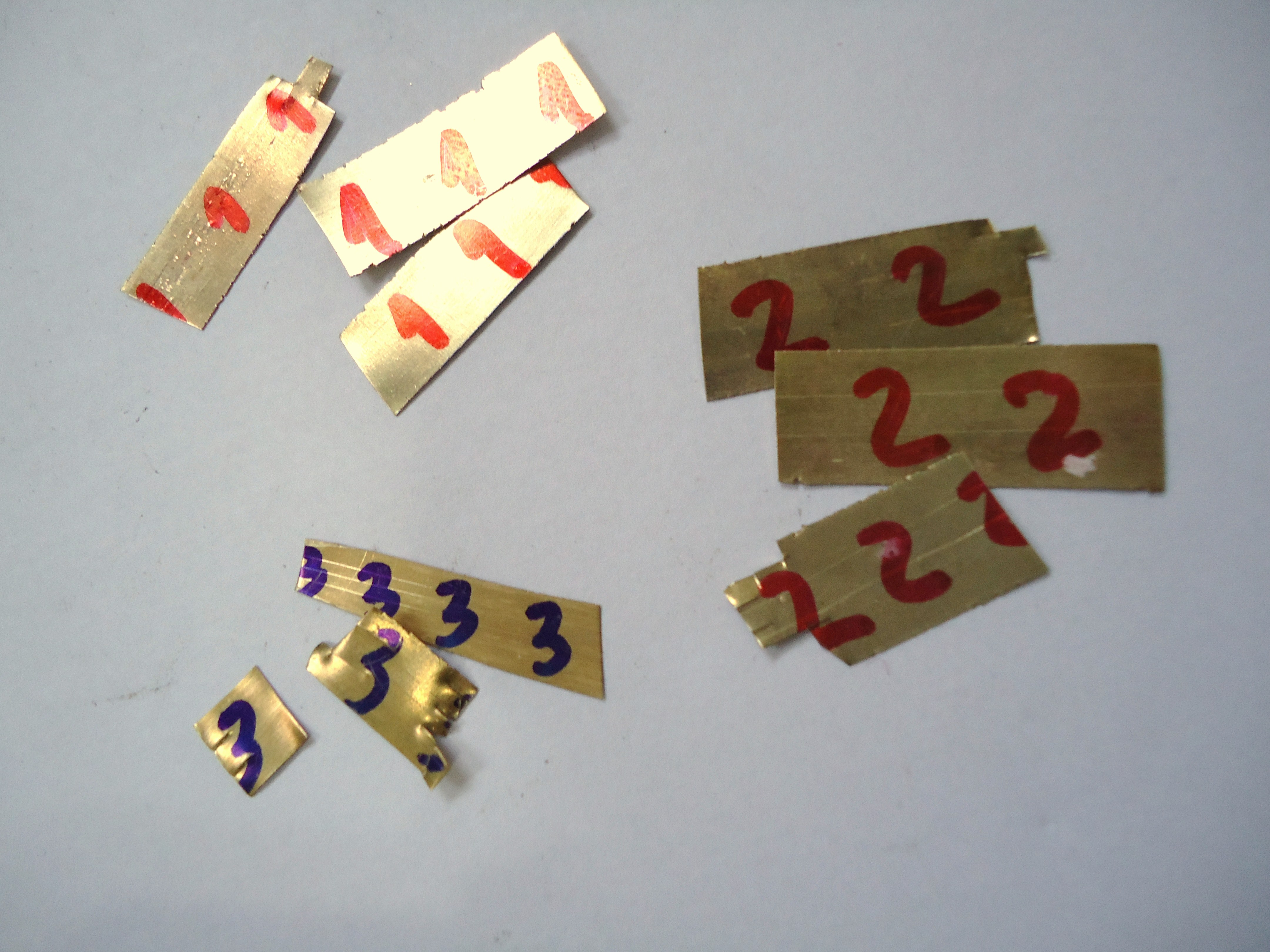
Guldlod (Au/Ag/Cu/Zn) som klipps till små bitar, "paljor", vid hårdlödning.

Hårdlödning innebär sammanfogning av solida material med hjälp av material som har en smältpunkt lägre än de material som ska sammanfogas, där man samtidigt nyttjar kapilläreffekten för att få sammanfogningsmaterialet att fylla ut fogen.
Hårdlödning innebär att temperaturen ligger över den ungefärliga gränsen 450 °C men under smälttemperaturen för de delar som ska sammanfogas. Därvid använt lod kallas hårdlod eller slaglod.
Det vanligaste är att man använder ett lödpulver som flussmedel, ofta av borax eller kolofonium.
För aluminium används specialkomponerat fluss.
Silver- och guldlod legeras främst med zink. Smältintervall för silverlod är ca 580–755 °C och för guldlod ca 680–900 °C. (Rent silver har smälttemperaturen 962 °C, rent guld 1064 °C och ren zink 420 °C.)
Slaglod av silver används främst vid lödning av smycken och liknande, där färgen på lödningens fog är av betydelse. Vid lödning av koppar används oftast ett slaglod i mässing med en kopparhalt på 40–55 %.
Ren koppar kan i sig vara ett lod. Det förekommer vid lödning av hårdmetall till verktyg, t.ex. svarvstål.
Ett särskilt lättsmält lod vid hårdlödning är så kallat paljelod.

## Svettning
Vid vissa svåra lödningar kan man först plätera varje arbetsstycke för sig. Sedan fixerar man fogen i rätt läge och värmer det hela tills pläteringen smälter på de delar som ska sammanfogas. Smältan blir då gemensam för delarna, som efter avsvalning hänger ihop utan ytterligare tillsats av lod. Detta kallas för att svetta samman delarna. (Observera stavningen, det är alltså inte fråga om felstavad svetsning.)

## Svetslödning
Vid svetsning är temperaturen så hög att metallen vid fogen smälter. I ett obestämt temperaturområde där fogen är på gränsen att smälta men blivit plastisk talar man om svetslödning.

## Våglödning
Vid maskinell lödning av kretskort används en stor rektangulär järngryta fylld med smält lod och minst så bred som kretskortet. En värmetålig pump i bottnen av grytan pumpar en ström av tenn upp mot ytan, varvid en vågkam på någon cm höjd uppstår i mitten av smältan, parallellt med en grytkant. Kretskortet, som i förväg påförts lämpligt flussmedel, förs på en bana tätt över tenngrytan så att kortet bara nuddar vågkammen när det i avpassad hastighet långsamt glider förbi. Alla kortets lödställen löds på detta sätt i ett svep som bara tar några sekunder för ett normalt kretskort.
Hastigheten varmed kortet rör sig över tennvågen måste vara noga avpassad. Det måste gå så långsamt att lodet ordentligt flyter in i kapillärer och legerar sig med det som ska lödas samman. Samtidigt måste det hela gå tillräckligt fort så att värmekänsliga delar på kortet inte skadas.
I samma takt som tennet i grytan förbrukas tillförs mera lod så att vågkammen hela tiden hålls på lagom höjd.
Järnet i grytan innebär ett problem. Så småningom går nämligen en del järn i lösning och legerar sig med det smälta lodet. Detta medför både att lodets smältpunkt stiger och att smältintervallet vidgas. Detta ger efter hand försämrad kvalitet på lödningen på grund av minskad flytbarhet (minskad viskositet). Små "spjut" vid lödställena kan vara ett tecken på att lodet är förorenat av järn. När detta tillstånd har nåtts måste allt tenn i grytan kasseras och grytan laddas om med färskt lod. (Givetvis tar man det värdefulla skrotet till vara och använder det till annat eller sänder det till smältverk för raffinering.)

## Pinnlödning
Pinnlödning använder en lodpinne med hårdlod som smälts fast med en ljusbåge. Metoden används till exempel för katodiskt skydd på pipelines och för att fästa kontaktledningar på järnvägsräls. Pinnlödning påverkar den metalliska strukturen. Vid pinnlödning på räls sker en millimeter djup fasövergång från perlit till martensit. Pinnlödningar är starkare än kabeln och kabelskon om de utförs korrekt. Dragprovning resulterar oftast i att ledningen eller kabelskon brister. Pinnlödningar som lossnar beror på att korrosion inte slipats bort ordentligt eller att lödverktyget inte hålls rakt. Dåligt väder som vind och nederbörd, eller oerfarna rallare kan även vara en orsak.

## Kallödning

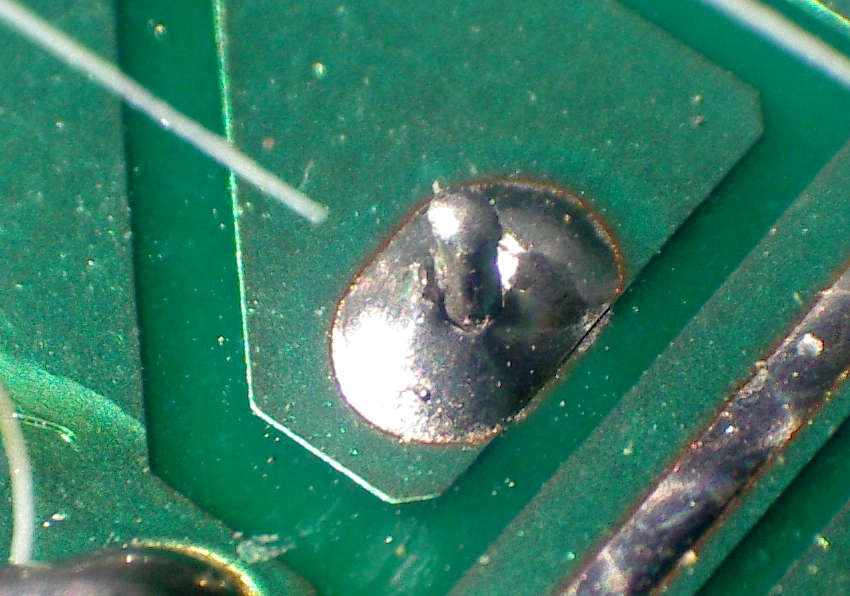
Komponentbenet har dålig kontakt med tennet på grund av kallödning.

Så kallad kallödning uppstår när de delar som ska hopfogas inte har uppnått smältintervallets övre temperaturgräns. Lodet väter då inte grundmaterialet ordentligt. Ytan på lodet blir matt, kristallin och skrovlig. Det elektriska övergångsmotståndet blir högt. I lågnivåkretsar ger kallödning upphov till brus och knaster. Om endera legeringskomponenten har gått i övermättad lösning i någon av de andra komponenterna kan en plötslig utfällning av kristaller av endera legeringskomponenten initieras av att de delar som ska sammanfogas rört sig under stelningstiden.
Det kan vid kallödning även inträffa att fogen endast vid en del av fogytorna vätit tillfredsställande, men inte alls vid andra delar inom fogen. Då kan en elektrisk förbindning till en början tyckas fungera, men efter en tid brister även den goda delen av lödningen som ett resultat av vibrationer eller dimensionsförändringar orsakade av temperaturväxlingar. En annan felmekanism kan vara att den normala strömmen i förbindningen överskrider vad den reducerade arean i en kallödning klarar av. Lödningen kommer då istället mest att likna en säkring som smälter av, vilket bryter den elektriska kretsen.

## Miljökonsekvenser
Inom Europeiska unionen finns ett förbud, det så kallade RoHS-direktivet, mot att använda bland annat bly på grund av dess giftighet. Detta innebär att i praktiken all lödning med lödtenn innehållande bly idag håller på att fasas ut och ersättas med blyfria alternativ.
I Sverige råder generellt importförbud för kadmium, men dispens kan ges för speciella ändamål när mindre miljöfarliga alternativ saknas.